# Cordyla manca
Cordyla manca är en tvåvingeart som beskrevs av Oskar Augustus Johannsen 1912. Cordyla manca ingår i släktet Cordyla och familjen svampmyggor.
Artens utbredningsområde är British Columbia. Inga underarter finns listade i Catalogue of Life.